# زمورخان
زمورخان (به لاتین: Zümürxan) (تا ۲۰۰۸ زمورخاچ Zümürxaç) یک منطقهٔ مسکونی در جمهوری آذربایجان است که در شهرستان بردع واقع شده‌است. زمورخان ۱٬۳۰۷ نفر جمعیت دارد.